# 立原あゆみ
立原 あゆみ（たちはら あゆみ、1946年〈昭和21年〉11月27日 - ）は、日本の漫画家。千葉県安房郡富浦町（現・南房総市）出身。男性。千葉県立成東高等学校卒業後、日本大学芸術学部美術学科卒業。

## 来歴・人物
ペンネームの由来は、立原道造と、彼の作品における「あゆ」より。
デザイン関係のイラストを描いていた頃に少女漫画家のもりたじゅんに薦められ、漫画制作を開始。月刊少女漫画誌『りぼん（本誌）』（集英社）の「りぼん漫画スクール」で投稿を重ね、1969年7月号発表の第3回りぼん新人まんが賞では『白い世界』が努力賞（本名:市川洋一名義）を、翌1970年9月号では『すみれ先生』が佳作を得る（ペンネーム:立原あゆみ名義）。
同年、「第4回マーガレットまんが賞」にて第2席に入選した『ダブダブ』が『週刊マーガレット』第50号・1970年12月13日号（集英社）に掲載されて漫画家デビューを果たす。
以降、講談社、小学館、白泉社、秋田書店、サンリオなどでリリカルな少女漫画を中心に執筆。1970年代後半より、『YOU』（集英社）や『BE・LOVE』（講談社）など大人の女性向け漫画誌でも多くの作品を発表した。
1983年より少年誌『週刊少年チャンピオン』での執筆を始めてからは、少年誌・青年誌での仕事が多くなった。『本気！』が開始された1986年以降は任侠（ヤクザ）ものの漫画を中心に描いている。任侠漫画がヒットした後も、『きらら16（セーズ）』（秋田書店）創刊時などに看板作家として少女漫画を手がけている。
編集委員会の委員長を石ノ森章太郎が務めた『日本漫画家名鑑500』に於いて、『JINGI〈仁義〉』・『本気!』・『桜桃（）物語』・『麦ちゃんのヰタ・セクスアリス』の4作品の書影を代表作として掲載。
またp.548のほぼ1頁分に当たる作品イラストにも、『本気!』チャンピオンコミックス第24巻・第208話「４時31分」p.53、最愛の妻・久美子死去により本気が久美子を病院から引き取る場面が採用されている。この時の自画像は、眼鏡を掛けパーマをかけた男性の姿となっている（1992時点）。他に、『弱虫』・『あばよ白書』など。
世界観を共通とする作品が多く、特に任侠漫画ではその傾向が強い。
初期にはのなかのばら名義の作品もあり、また、原作者として積木爆のペンネームで執筆することもある。
過去には、講談社のゴルフコンペで出会ったことをきっかけに石ノ森章太郎の弟子となり、絵入りの手紙による指導を受けるなどしていた。
また、立原は、映像的にはあすなひろしのファンであり、「もうひとりの師匠といえる」「いろいろ美的感覚を学びました」とも語っている。

## 作品リスト

### 立原あゆみ
- 涙星（アース）チンピラ子守歌（『週刊漫画TIMES』（芳文社）連載）
- 青空いっぱいのらくがき（『ひとみ』（秋田書店）連載）
- 青の群れ（『ヤングアニマル』（白泉社）連載）
- 熱（あっ）くんの微熱（『週刊少年チャンピオン』（秋田書店）連載）
- あばよ白書（『月刊アニマルハウス』『ヤングアニマル』（白泉社）連載）
- あばよポニーテール（『週刊セブンティーン』(集英社)掲載）
- After School Wars（『月刊セブンティーン』(集英社)連載）
- Am a Boy（『週刊少年チャンピオン』（秋田書店）連載）
  - 恐竜は2時間前まで生きていた
  - 帰りたいのは蜜蜂だけじゃない
- いけない草の町子（『セブンティーン』(集英社)掲載）
- 恋愛（いたずら）（『別冊漫画ゴラク』（日本文芸社）連載）
- うさねこちゃん（『小学四年生』(小学館)掲載）
- 桜桃（）物語』（『BE・LOVE』『び〜らぶペア』(講談社)連載）
  - 桜桃物語（桃子16歳）
  - 桜桃物語
  - プレ桜桃物語
- かすみ君のSomething（『月刊セブンティーン』(集英社)連載）
- 風家族（『シルキー』(白泉社)連載）
- 黄色い鳥（『週刊セブンティーン』(集英社)連載）
- きらら（『月刊少年キャプテン』（徳間書店）連載）
- ぎんねこMINMIN（『ひとみ』（秋田書店）連載）
- 銀翼（『週刊少年チャンピオン』（秋田書店）連載）
- グッバイカンパニー（『月刊セブンティーン』(集英社)連載）
- 喰人（『ヤングチャンピオン』（秋田書店）連載） - 立原あゆみ本人をモデルとしている漫画家が登場する。
- こうのとり行進曲(『月刊セブンティーン』(集英社)連載）
- 極道の食卓
  - 極道の食卓（『プレイコミック』（秋田書店）連載）
  - 極道の食卓 獄中編（『プレイコミック』（秋田書店）連載）
- 潮騒が聞こえる
- JACK&BETTY（『月刊セブンティーン』(集英社)連載）
- 自由律（『シルキー』(白泉社)連載)
- 瞬くんの瞬間（『月刊セブンティーン』(集英社)連載）
- JINGI 仁義
  - JINGI 仁義（『ヤングチャンピオン』（秋田書店）連載）
  - JINGI2 仁義2（『ヤングチャンピオン』（秋田書店）連載）
  - JINGIS 仁義S（『ヤングチャンピオン』（秋田書店）連載）
  - 火薬（『ヤングチャンピオン』（秋田書店）掲載）　-　JINGIと本気!のクロスオーバー作品
  - JINGI ZERO 仁義零（『ヤングチャンピオン』（秋田書店）連載）
  - 仁義 AFTER（『ヤングチャンピオン』（秋田書店）連載）
- すーぱーアスパラガス（『ひとみデラックス』（秋田書店）連載）
- スーパーマンの子供（『ヤングレディ』(講談社)掲載)
- 先公（『ヤングアニマル』（白泉社）連載）
- 草原白書（『BE・LOVE』（講談社）掲載）
- ダブダブ（『週刊マーガレット』（集英社）
- 地球儀の海（『リリカ』（サンリオ）連載）
- 弱虫（チンピラ）（『週刊漫画ゴラク』（日本文芸社）連載）
- 東京（『スーパージャンプ』（集英社）連載）
- リストラ大王（『スーパージャンプ』（集英社）連載）
- 当選（『グランドチャンピオン』（秋田書店）連載）
- 遠い放課後（『BE・LOVE』（講談社）掲載）
- のらねこ教室（『別冊マーガレット』『デラックスマーガレット』『ぶ〜け』（集英社）、『デュオ』(朝日ソノラマ)、『小学四年生』『小学六年生』(小学館)掲載）
  - のらねこ教室
  - NEWのらねこ教室
- 麦(ばく)ちゃん
  - 麦ちゃん
  - 麦ちゃんのヰタ・セクスアリス　（『小説ジュニア』（集英社）連載）
  - 第2部麦ちゃんのヰタ・セクスアリス　（『コミックST』（集英社）連載）
- 花火（『コミックGIGA』（主婦と生活社）連載。休刊後、秋田書店より描き下ろしを合わせて単行本化）
- フランダースの犬(絵本)
- 不良レポート（『週刊少年チャンピオン』（秋田書店）掲載）
- プレッシャーあっぷるず（『モーニングパーティー増刊』『モーニング』（講談社）連載）
- Boys be 夏くん!!（『小説ジュニア』『YOU』（集英社）連載）
- ぼくはウイリー!（『週刊少年チャンピオン』（秋田書店）連載）
- 地球儀（ほし）（『オースーパージャンプ』（集英社）連載）
- 星くんの朝（『ひとみ』（秋田書店）連載）
- ポニーテールがゆれてたぜ（『週刊セブンティーン』(集英社)掲載）
- ポリ公（『週刊漫画ゴラク』（日本文芸社）連載）
- 本気!（マジ!）
  - 本気!（マジ!） （『週刊少年チャンピオン』（秋田書店）連載）
  - 本気!番外編1「風」（『週刊少年チャンピオン』（秋田書店）連載）
  - 本気!番外編2「命」（『週刊少年チャンピオン』（秋田書店）連載）
  - 本気!番外編3「SOS」（『週刊少年チャンピオン』（秋田書店）連載）
  - 本気!II（『週刊少年チャンピオン』（秋田書店）連載）
  - 本気!サンダーナ（『ヤングチャンピオン』（秋田書店）連載）
  - 本気!雑記（『週刊少年チャンピオン』（秋田書店）不定期連載）
  - 本気!外伝クジラ（『プレイコミック』（秋田書店）連載） - 本気!と極道の食卓のクロスオーバー作品
  - 本気!終章 火薬（『ヤングチャンピオン』（秋田書店）連載）
- 森のイルカ（『きらら16』（秋田書店）連載）
- 立夏物語(『ヤングレディ』(講談社)掲載)
- 林檎物語(『ヤングレディ』(講談社)掲載)
- 林檎たちの森(『び〜らぶペア』(講談社)掲載)
- ルージュ（『ヤングチャンピオン』（秋田書店）掲載）
- Red Data Book 赤（『ヤングアニマル』（白泉社）連載）
- 夢人（『YOU』（集英社）掲載）
- 若き獅子の伝説（『JOTOMO(女学生の友)』（小学館）掲載）
- わたしは萌(『週刊セブンティーン』(集英社)掲載)
- 悪い男たち（『YOU』（集英社）掲載）

### のなかのばら
- しあわせノック トントン・ミトン（『小学四年生』（小学館）連載）[7]
- ポッポの日記（『小学四年生』（小学館）連載）[8]
- 星の子ジュジュ（『なかよし』（講談社）連載）(株式会社トーヨーから、「星の子ジュジュ」を題材とした、折り紙などファンシー商品が1976年から1990年ごろまで発売されていた)

### 立原あゆみ（原作）
- オレは力だ!（画：吉田窓）（『週刊少年チャンピオン』（秋田書店）連載）
- 房総暴走族ブラック金魚（画：吉田窓）（『週刊少年チャンピオン』（秋田書店）連載）

### 積木爆（原作）
- ボーイズ（画：神矢みのる）（『月刊少年チャンピオン』（秋田書店）連載）
- Let'sダチ公
  - Let'sダチ公（画：木村知夫）（『週刊少年チャンピオン』（秋田書店）連載）
  - I'mダチ公（画：木村知夫）（『週刊少年チャンピオン』（秋田書店）連載）
  - 新Let'sダチ公 極道大学金時計（画：木村知夫）（『別冊漫画ゴラク』（日本文芸社）連載）
- 冒険王 THE ADVENTURE KING（画：木村知夫）（『ヤングチャンピオン』（秋田書店）連載）
- マルボウ!（画：木村知夫）（『ヤングチャンピオン』（秋田書店）連載）

## 同一の世界観の作品
- 『本気!』シリーズ、『JINGI 仁義』シリーズ、『あばよ白書』[9]、『花火』、『当選』、『弱虫（チンピラ）』、『東京』、『恋愛（いたずら）』、『極道の食卓』などが同一の世界観で描かれている。
- 『麦ちゃん』シリーズ、『黄色い鳥』、『あばよポニーテール』、『かすみくんのSOMETHING』、『アフタースクールウォーズ』なども同一の世界観（上記とは別）で描かれている。
- 『熱くんの微熱』と上記作品では同じキャラクター（風岡翔）が出てきているが、パラレルである。
- 『喰人』と『極道の食卓』は同じキャラクターと同じ店が出てきているが、パラレルである。

### 『本気!』と同一の世界観の作品に登場する主な組織
- 羆組 - 北海道
  - 月の輪会
  - 黒毛組
- 雪見会 - 東北
  - 日輪組　- 『花火』
  - 烏組
- 風組 - 関東
  - 望月組 - 『恋愛（いたずら）』、風の草書
  - 長野組 - 風の草書、紅屋組へ
    - 月島組 - 『弱虫（チンピラ）』、紅屋組へ
    - 江戸川組　- 『弱虫（チンピラ）』

  - 渚組 - 『本気!』、風の草書
    - 子組 - 『本気!』

  - 小間組 - 風の草書
    - 雨組 - 『東京』

  - 主税会 - 風の草書
  - 五社谷組 - 風の草書
  - 錦組 - 風の草書
  - 紅花組 - 風の草書
  - 赤目組 - 風の草書
  - 広地会 - 風の草書
  - 小風会 - 風の草書
  - 豊海組 - 風の草書
  - 本気組 - 『本気!』、風の草書
  - 集優会 - 潮紋会と手を組み風組から独立→解散
  - 濁組 - 『極道の食卓』
- 関東一円会（関東一円連合会） - 関東
  - 墨田川会 - 『JINGI』、一円会執行部
    - 砂組 - 『JINGI』
    - 七ツ山組 - 『JINGIS』

  - 浅見組（小笠原組） - 一円会執行部、六星会に参加→復帰
  - 高山組（横山組） - 一円会執行部
  - 酒井組 - 一円会執行部
  - 森の石会 - 一円会執行部
  - 利根組 - 一円会執行部
  - 上州またたび会 - 一円会執行部
  - 鳩山会 - 一円会執行部、岩見会に参加→復帰→六星会に参加→復帰
  - 雄武会 - 一円会執行部、六星会に参加
  - 立志会 - 一円会執行部、六星会に参加→復帰
  - 竜門会 - 一円会執行部、分裂し六星会を結成→六星会解散
  - 真十字会 - 元一円会執行部
  - 岩見組 - 元一円会執行部、独立し岩見会→解散
  - 平間組 - 元一円会執行部、岩見会に参加→解散
- 犭会（けもの会） - 東海
  - 猩猩組 - 『あばよ白書』『弱虫（チンピラ）』、犭会最古七組
  - 天狗組 - 犭会最古七組
  - 狐尾組 - 犭会最古七組
  - 独会 - 犭会最古七組
  - 獲物組 - 犭会最古七組
  - 狩首組 - 犭会最古七組
  - 猿楽組 - 犭会最古七組
- 雷音会 - 佐渡、北陸
  - 若獅子会
  - 小獅子会
  - 獅吼組
- 極地天道会 - 関西
  - 飛田組 極地天道会八奉行
  - 種倉組 極地天道会八奉行
    - 新宮組 - 『弱虫（チンピラ）』

  - 鐘組 極地天道会八奉行
  - 図譜組 極地天道会八奉行
  - 去来組 極地天道会八奉行
  - 後の月会 極地天道会八奉行
  - 津島組 極地天道会八奉行
  - 玉仁会 極地天道会八奉行
  - 水野組
  - 天組 - 『本気!』
- 紅屋組 - 関西
  - 長野組 - 風組より
    - 月島組 - 風組より
- 潮紋会 - 四国
  - 波間組 - 『当選』
  - 舟組
  - 中組
- 鷲組 - 九州

## アシスタント
- 白銀章
- 吉田窓